# Eeuw der Legenden
De Eeuw der Legenden is de benaming voor een idyllische periode uit de geschiedenis van de wereld van het Rad des Tijds (The Wheel of Time), een fantasy-serie van Robert Jordan.
De Eeuw der Legenden is het tijdperk, dat voorafging aan de Oorlog van de Schaduw en de Tijd van Waanzin, en die in de huidige tijd in de Wereld van het Rad inmiddels ruim drieduizend jaar geleden is. In deze tijd werd de Ene Kracht door mannen en vrouwen geleid zonder vrees voor de smet op Saidin, omdat deze niet bestond. Er was nog geen strijd en allerlei soorten van wonderlijke zaken waren heel gewoon. Misdaad was praktisch onbekend; het was een tijd van idyllische vrede. Feitelijk is er weinig bekend over deze periode, omdat vrijwel alle kennis erover verloren is gegaan. Een ding is zeker: het was een lang en welvarend tijdperk.
De wereld was een eenheid, waarin enkele enorme steden (zoals M'Jinn, Comelle, Mar Ruois, Adanza en de hoofdstad Paaran Disen) technologie en groen combineerden, evenals functionaliteit en schoonheid. Elk van deze steden was een kunstwerk op zichzelf. Met name de manieren van transport (door zweefvliegers, of via het magische 'reizen' of 'scheren') waren van groot belang tijdens deze periode. De grote universiteit van Collam Daan, trok wetenschapsmensen uit de hele wereld aan om er te studeren en nieuwe wonderen van wetenschap en de Ene Kracht te ontdekken. Dienstverlening aan de gemeenschap was de hoogste eer die behaald kom worden en zorgde voor status. Mede hierdoor werden wonderbaarlijke projecten ontwikkeld zoals de Jo-karren.
In deze utopische samenleving waren de Aes Sedai (ofwel geleiders van de Ene Kracht) op talloze plaatsen en in talloze beroepen te vinden. Verschillende beroepen werden echter door Aes Sedai gedomineerd. Zo waren alle helers geleiders. Zij werden de 'Herstellers' genoemd, en konden met de Ene Kracht veel meer genezen dan met medicijnen. De Aes Sedai streefde ernaar om de wereld te dienen en de levens van de mensen te verbeteren door hun individuele grote werken. 
Voor gezamenlijke werken werden de Aes Sedai door de 'Zaal der Dienaren' in Paaran Disen opgeroepen om hun taak neer te leggen om met hun verworven vaardigheden en kracht een bijdrage te leveren. De Aes Sedai hadden in de Eeuw der Legenden een tamelijk losse organisatievorm. In hoeverre die organisatie een deel van een wereldregering was, is niet bekend. Zij bezaten wel een eigen interne bestuursstructuur door middel van de Zaal der Dienaren, die het hart van de organisatie was. Deze zaal bestuurde de Aes Sedai, legde regels vast en oefende toezicht uit voor alle geleiders en geleidsters. 
De Eeuw der Legenden kwam tot een einde toen een nootlottig onderzoeksproject van de Aes Sedai naar de 'Ware Bron' een dunne plek in het Patroon van de Ene Kracht ontdekten, die een ongedeelde bron van de Ene Kracht scheen te bedekken. Deze energie die zich daar bevond leek de gewone beperkingen van de Ene Kracht niet te kennen. Het team boorde een gat in deze plek en veroorzaakte de Bres, een opening waar vanuit de Duistere die buiten de schepping was gehouden de wereld kon betreden. Dit leidde tot de Oorlog van de Schaduw waarin grote delen van de wereld vernietigd waren.
Weinig is bekend over deze grote oorlog, behalve dat zij zeer lang duurde. Lews Therin Telamon werd de aanvoerder van de strijdkrachten van het Licht, en met de Ene Kracht werden allerlei wapens gemaakt die soms meer als honderd span ver reikte.
Nadat de Bres van de Duistere verzegeld was door Lews Therin en zijn Honderd Gezellen plaatste de Duistere een smet op Saidin waarmee alle mannelijke Aes Sedai gek werden.
Zij zorgden toen voor de Tijd van Waanzin, waarin het aanzicht van de wereld veranderde en de technologische wonderen van de Eeuw der Legenden verloren gingen.